# Vehículo de asalto táctico Cobra
El vehículo de asalto táctico VRC Cobra es un desarrollo conjunto de Indumil, Dynacomp y el Ejército Nacional de Colombia, que se da como un vehículo ligero de tipo multimisión, adaptable a diferentes situaciones de combate y operatividad, bajo el diseño de una estructura de tipo modular, altamente modificable.
Están siendo incorporados desde el segundo semestre del 2017, en cantidades limitadas.

## Desarrollo
Desarrollados desde el año 2010, en las instalaciones del Batallón de Mantenimiento (BAMAN) del ejército, con la asesoría de contratistas particulares como Dynacomp y respaldados por la industria militar (INDUMIL), toman la idea del VATT peruano y la adaptan a la topografía y características de Colombia, creando un vehículo de asalto ligero totalmente novedoso, comparable solo en su filosofía, que es la de un transporte de ataque ligero altamente móvil y de gran adaptabilidad.

## Variantes
| Variante                                     | Rango de operación | Alcance efectivo del armamento                   | Estado                                                                                           | Cantidades |
| -------------------------------------------- | ------------------ | ------------------------------------------------ | ------------------------------------------------------------------------------------------------ | ---------- |
| Artillería móvil de cohetes Condor SLT 70/12 | +650 km            | 6 kilómetros (4 mi) a 20 kilómetros (12 mi)      | Variante del Cobra dotada con lanzaderas de cohetes de calibre 76 mm                             | 2          |
| Vehículo de asalto móvil Cobra SLT 70        | +650 km            | 300 metros (984 pies) a 2 kilómetros (6562 pies) | Variante del Cobra dotada con armamento de asalto, en calibres estándar del ejército colombiano. | 10         |

De los VRC Cobra construidos, al menos dos han sido convertidos en el sistema de artillería de cohetes descrito.